# Jana Catharina Schmidt
Jana Catharina Schmidt, Die Stimmgeberin (* 16. März 1983 in Hameln) ist eine deutsche Hörspiel-, Werbe- und Synchronsprecherin und Regisseurin, Vortragsrednerin, Business-Coach und Stimm- und Persönlichkeitstrainerin. Im November 2018 veröffentlichte sie ihren eigenen Podcast „Pump up your Voice!“
Sie ist außerdem als Schauspielerin tätig.

## Leben
Jana Catharina Schmidt wuchs in der niedersächsischen Landeshauptstadt Hannover auf. Nach dem Abitur studierte sie Lehramt an der Humboldt-Universität zu Berlin. Später spielte sie als Schauspielerin in verschiedenen Film- und Fernseh-Produktionen mit.
Seit 2008 lebt sie in München und arbeitet als Speaker, Business-Coach mit eigenen Seminaren und Events, ist ausgebildete Werbe- und Hörspiel-Sprecherin, Synchronsprecher, Schauspielerin, freie Autorin und Hörspiel-Regisseurin.

## Hörbücher & Regie
- Klick im Kopf - Tim Gelhausen, Sprichst du schon kosmisch von Anjana Gill
- Eventuell spirituell von Saskia Winkler
- Bleib bei uns, lieber Weihnachtsmann von Achim Bröger 
- Glücksstern mit Schwips von Martina Gercke
- Ferdinand Balzac, Episode 1 & 2, Regie & Sprecher
- Liebe liegt in der Luft, uvm.

## Filmografie
- 2007: Oh Tannenbaum
- 2007: Polizeiruf 110:Farbwechsel
- 2007: Alle lieben Jimmy (Fernsehserie, 3 Folgen)
- 2008: Unter Deinem Stern
- 2009: Herbstzeit von Nadja Bobyleva
- 2010: Was wäre wenn
- 2015: Abenteuer Leben
- 2016–17: Verbrechen aus Leidenschaft
- 2016–17: Schicksale
- 2017: Die Ruhrpott Wache
- 2018: Die Spezialisten